# Departamento de Recursos Naturales y Ambientales de Puerto Rico
El Departamento de Recursos Naturales y Ambientales (DRNA) es un departamento ejecutivo del gobierno de Puerto Rico encargado de proteger, conservar, desarrollar y manejar los recursos naturales y medioambientales en Puerto Rico. La secretaria actual es Anaís Rodríguez Vega. Desde noviembre del 2020 el Departamento tiene 1,096 empleados.

## Historia
El Departamento de Puerto Rico de Recursos Naturales y Medioambientales (DRNA) fue creado por Número por la Ley 23 del 20 de junio del 1972. El primer jefe del Departamento fue Cruz Matos.
En  el 2016 la sede de la agencia fue temporalmente movida del edificio Cruz A. Matos en Cupey debido a problemas con la ventilación. Las reparaciones permitirían a la agencia regresar al edificio en el 2021 después de una inversión de $1.7 millones.
El gobernador Ricardo Rosello en el 2018 firmó el proyecto del senado 859 que puso en ley la fusión de la Autoridad de Desperdicios Sólidos, La Junta de Calidad Ambiental y la Compañía de Parques Nacionales de Puerto Rico en el departamento.
En 2019 la secretaria Tania Vázquez Rivera renunció después que empezó una investigación federal sobre irregularidades dentro del Departamento. En febrero del 2020 la gobernador Wanda Vázquez Garced nominó a Rafael A. Machargo como el secretario nuevo del Departamento.
Durante una audiencia del Senado en agosto del 2021 el secretario Rafael Machargo confirmó que la agencia no tiene un plan para los residuos sólidos en la isla. Desde el 2021 el Departamento también carece de ingenieros y otro personal necesario para manejar las estaciones de bombeo en varios municipios de la isla.

### 2022
En marzo del 2022 el gobernador Pedro Pierluisi  anunció que la agencia recibirá $ 4 millones para restablecer la academia de vigilantes lo que permitirá que el DRNA tenga más personal.

## Agencias
- Administración de Recursos Naturales
- Junta de Calidad Ambiental
- Cuerpo de vigilantes
- Autoridad de Desperdicios Sólidos
- Compañía de Parques Nacionales de Puerto Rico- administra los parques estatales que incluyen el Zoológico Dr. Juan A. Rivero[13]